# Irene Rice Pereira
Irene Rice Pereira, née en 1902, et morte en 1971, est une artiste et écrivaine américaine.

## Biographie
Irene Rice Pereira naît le 5 août 1902 à Chelsea dans le Massachusetts. Elle est la fille d'Emanuel Rice, boulanger, et de Hilda Vanderbilt. Surnommée "Gypsy" par son père immigré polonais, elle est l'aînée de quatre enfants. Sa mère, originaire de Boston, s'occupe de l'éducation " propre " de ses enfants malgré les fréquents déménagements de la famille dans le Massachusetts, de Boston, à Pittsfield, à Great Barrington, à Boston à nouveau, chaque déménagement précipité par le succès ou l'échec des entreprises commerciales d'Emanuel Rice.
Irene Rice Pereira étudie à l'Art Students League à New York de 1927 à 1931. En 1929 elle épouse Humberto Pereira, le premier de ses trois maris. De 1931-1932, elle se rend à Paris et est étudiante à l'Académie Moderne. Elle voyage également en Italie, en Afrique du Nord et en Grande-Bretagne, puis s'installe finalement à New York.
Elle meurt le 11 janvier 1971 à Marbella.

## Expositions
- 1946 : Exposition collective au Museum of Modern Art, New York[6].